# 창원스포츠파크 보조경기장
창원스포츠파크 보조경기장(昌原스포츠파크補助競技場, Changwon Sports Park Auxiliary Stadium)은 대한민국 경상남도 창원시에 있는 스포츠 시설이다. 천연잔디 필드와 우레탄 트랙이 갖춰진 경기장이며, 1996년 11월에 준공되었다.

## 참고 문헌
- “창원스포츠파크 보조경기장”. 창원시설공단.
- 〈창원스포츠파크〉. 《한국향토문화전자대전》. 한국학중앙연구원. 2022년 12월 15일에 원본 문서에서 보존된 문서. 2022년 12월 15일에 확인함.
- 〈창원스포츠파크〉. 《두피디아》. 두산.
- 《2021년 전국 공공체육시설 현황(2020년말 기준)》. 대한민국 문화체육관광부. 2022.
- 《2023 전국 공공체육시설 현황 (2022년 12월말 기준)》. 대한민국 문화체육관광부. 2024.

## 같이 보기
- 창원스포츠파크
- 창원종합운동장